# Seasons End
Seasons End – piąty album studyjny zespołu Marillion, pierwszy ze Steve’em Hogarthem. Niektóre piosenki zostały wcześniej nagrane z Fishem. Płyta została wydana ponownie w 1997 roku w zremasterowanej wersji dwupłytowej.

## Skład zespołu
- Steve Hogarth – śpiew
- Steve Rothery – gitara
- Pete Trewavas – gitara basowa
- Mark Kelly – keyboard
- Ian Mosley – perkusja

## Lista utworów
CD1:
1. The King Of Sunset Town (8:04)
2. Easter (5:58)
3. The Uninvited Guest (3:52)
4. Seasons End (8:10)
5. Holloway Girl (4:30)
6. Berlin (7:48)
7. After Me (3:20) (tylko na CD i MC)
8. Hooks In You (2:57)
9. The Space... (6:14)

CD2:
1. The Uninvited Guest (12’’ Version) (5:05)
2. The Bell In The Sea (4:21)
3. The Release (3:45)
4. The King Of Sunset Town (Demo) (5:34)
5. Holloway Girl (Demo) (4:48)
6. Seasons End (Demo) (8:02)
7. The Uninvited Guest (Demo) (3:56)
8. Berlin (Demo) (8:03)
9. The Bell In The Sea (Demo) (4:52)

Utwory 4–9 na CD2 to Mushroom Farm Demos – wersje demo utworów nagrane w marcu 1989.

## Single
- "Hooks in You"
- "The Uninvited Guest"
- "Easter"